# Meng Guanliang
Dans ce nom, le nom de famille, Meng, précède le nom personnel.
Meng Guanliang (24 janvier 1977 à Shaoxing en Chine)  est un céiste chinois pratiquant la course en ligne.
Double champion olympique en 2004 à Athènes et 2008 à Pékin en C2 500m.